# Thomas Jordier
Thomas Jordier (Noisy-le-Sec, 12 agosto 1994) è un velocista francese.
Ha vinto la medaglia di bronzo agli europei di Zurigo 2014 nella staffetta 4×400 metri, corsa con i connazionali Mame-Ibra Anne, Teddy Venel e Mamoudou Hanne. Ha rappresentato la Francia ai Giochi olimpici estivi di Rio de Janeiro 2016.

## Palmarès
| Anno | Manifestazione   | Sede           | Evento         | Risultato  | Prestazione | Note                                     |
| ---- | ---------------- | -------------- | -------------- | ---------- | ----------- | ---------------------------------------- |
| 2011 | Mondiali allievi | Lilla          | 400 m piani    | Bronzo     | 47"27       |                                          |
| 2011 | Mondiali allievi | Lilla          | Staff. svedese | Bronzo     | 1'51"81     | Miglior prestazione personale            |
| 2013 | Europei indoor   | Göteborg       | 400 m piani    | Batteria   | dq          |                                          |
| 2013 | Europei juniores | Rieti          | 400 m piani    | Bronzo     | 46"21       |                                          |
| 2013 | Europei juniores | Rieti          | 4×400 m        | 4º         | 3'05"41     |                                          |
| 2014 | World Relays     | Nassau         | 4×400 m        | Batteria   | 3'03'74     |                                          |
| 2014 | Europei          | Zurigo         | 4×400 m        | Bronzo     | 2'59"89     |                                          |
| 2015 | World Relays     | Nassau         | 4×400 m        | Finale B   | dq          |                                          |
| 2015 | Europei under 23 | Tallinn        | 400 m piani    | Oro        | 45"50       | Miglior prestazione personale            |
| 2015 | Europei under 23 | Tallinn        | 4×400 m        | Oro        | 3'04"92     |                                          |
| 2015 | Mondiali         | Pechino        | 4×400 m        | 6º         | 3'00"65     |                                          |
| 2016 | Europei          | Amsterdam      | 400 m piani    | Semifinale | 46"24       |                                          |
| 2016 | Europei          | Amsterdam      | 4×400 m        | Semifinale | 3'04"95     |                                          |
| 2016 | Giochi olimpici  | Rio de Janeiro | 4×400 m        | Batteria   | 3'00"82     |                                          |
| 2017 | Europei indoor   | Belgrado       | 400 m piani    | Semifinale | 47"49       |                                          |
| 2017 | Europei indoor   | Belgrado       | 4×400 m        | 4º         | 3'08"99     |                                          |
| 2017 | World Relays     | Nassau         | 4×400 m        | 8º         | 3'06"33     |                                          |
| 2017 | Mondiali         | Londra         | 4×400 m        | 8º         | 3'01"79     |                                          |
| 2018 | Europei          | Berlino        | 4×400 m        | 4º         | 3'02"08     |                                          |
| 2019 | Europei indoor   | Glasgow        | 4×400 m        | Bronzo     | 3'07"71     |                                          |
| 2019 | World Relays     | Yokohama       | 4×400 m        | 10º        | 3'04"11     |                                          |
| 2019 | Mondiali         | Doha           | 4×400 m        | 7º         | 3'03"06     |                                          |
| 2021 | Europei indoor   | Toruń          | 400 m piani    | Batteria   | dq          |                                          |
| 2021 | World Relays     | Chorzów        | 4×400 m        | 7º         | 3'06"16     |                                          |
| 2021 | World Relays     | Chorzów        | 4×400 m mista  | Batteria   | 3'20"95     |                                          |
| 2021 | Giochi olimpici  | Tokyo          | 4×400 m        | Batteria   | 3'00"81     |                                          |
| 2022 | Mondiali         | Eugene         | 4×400 m        | 7º         | 3'01"35     | Miglior prestazione personale stagionale |
| 2022 | Europei          | Monaco         | 400 m piani    | 8º         | 45"67       |                                          |
| 2022 | Europei          | Monaco         | 4×400 m        | Bronzo     | 2'59"64     | Miglior prestazione personale stagionale |
| 2024 | World Relays     | Nassau         | 4×400 m        | Batteria   | dnf         |                                          |
| 2024 | World Relays     | Nassau         | 4x400 m mista  | 6º         | 3'17"38     |                                          |